# Priesmont
Priesmont est un village de la commune belge de Vielsalm située en Région wallonne dans la province de Luxembourg. Il fait partie de la section de Vielsalm.

## Géographie
Priesmont est bordé au sud par le village de Vielsalm.